# Tourville (1853)
Pour les articles homonymes, voir Tourville (navire).
Le Tourville est un navire à voile et à vapeur de ligne de 90 canons de la Marine nationale française. 
Il était le navire de tête de sa classe.

## Histoire
Le Tourville, mis en chantier à Brest le 26 août 1847, est actif lors de guerre de Crimée. Il bombarde Sveaborg en mer Baltique le 10 août 1855.
Le 30 mai 1856, au large de l'île de Marmara, il entre en collision avec un navire de troupes du gouvernement britannique et un transporteur de chevaux, l'Argo, qui ramenait des troupes de Crimée, obligeant ce dernier à se rendre en réparation à Constantinople,. 
Il participe à l'intervention française au Mexique en tant que navire de troupes (1861-1867).
Placé à Cherbourg en 1871, il sert de prison aux survivants de la Commune de Paris. L'année suivante, il est rebaptisé Nestor et est finalement démoli en 1878.